# Difusão facilitada
Difusão facilitada, também chamada de difusão mediada por carreador ou uniporte é uma modalidade de difusão em que não ocorre gasto de energia.  O transporte ocorre a favor do gradiente de concentração (do meio mais concentrado para o meio menos concentrado). O soluto  atravessa  a membrana com a assistência de um carreador proteico específico localizado na superfície da membrana - a permease. Assim, este tipo de difusão diferencia-se dos demais uma vez que a sua velocidade de difusão tende a atingir uma velocidade máxima constante à medida que se aumenta a concentração da substância a ser difundida.
O mecanismo responsável por limitar a velocidade da difusão facilitada se embasa no facto de a substância transportada ligar-se a uma parte específica (um sítio específico) da proteína transportadora . Dessa forma, quando todos esses sítios estiverem "ocupados", não adianta aumentar a concentração da substância a ser transportada. É premente, para o aumento da velocidade, que  tais sítios sejam antes desocupados, para que a proteína tenha atividade. Resumindo, quanto mais permeases (proteínas transportadoras) existirem, maior será a sua velocidade; mas se a concentração aumentar, a velocidade aumenta até chegar a um ponto em que estabiliza por não ser possível "inserir" mais permeases na membrana plasmática.
Entre as várias  substâncias que atravessam as membranas biológicas por difusão facilitada, destacam-se a glicose e grande parte dos aminoácidos. ECP.